# Lísicles (segle IV aC)
Lísicles (en grec antic: Λυσικλῆς, llatí: Lysĭclēs) fou un militar atenès que va ser un dels comandants l'exèrcit d'Atenes a la batalla de Queronea el 338 aC.
La batalla enfrontà les tropes de Filip II de Macedònia contra una aliança de ciutats gregues, acabà amb victòria macedònia, que fou decisiva per consolidar l'expansió cap a la Grècia continental. Davant la desfeta, fou acusat per l'orador Licurg, segons diu Diodor de Sicília, i va ser condemnat a mort. El discurs de Licurg contra Lísicles és descrit per Valeri Harpocració.